# Casearia aculeata
Casearia aculeata, es una especie de árbol perteneciente a la familia de las salicáceas.

## Descripción
Es un árbol o arbusto que alcanza un tamaño de 1.5–5 (–12) m de alto, caducifolio, frecuentemente con espinas fuertes en el tronco y las ramas más grandes (no comunes en el material de herbario). Las hojas elípticas u obovadas, de 6–10.5 cm de largo y 2–4.5 cm de ancho, el ápice generalmente abrupta y cortamente agudo a redondeado, la base cuneada, margen undulado a crenado,  nervios densamente reticulados; pecíolo 0.5–1.5 cm de largo. Las inflorescencias e fascículos sésiles en las axilas de las hojas, con 2–7 flores, pedicelo de 4–6 mm de largo (hasta 9 mm de largo en el fruto), yema cilíndrica; sépalos 5, casi libres, 4–4.5 mm de largo y 1–2 mm de ancho, glabros a puberulentos, erectos en la antesis; estambres 8, filamentos 1.5–2 mm de largo, lobos del disco en el mismo verticilo que los estambres y alternando con ellos, 1–1.5 mm de alto; ovario dispersamente velloso, estilo simple. Fruto subgloboso, 5–10 mm de diámetro, generalmente con el estilo persistente, glabro o con algunos tricomas dispersos, carnoso, separándose en 3 valvas cuando maduro, blanco, blanco-verdoso o amarillo (rojizo a púrpura?); semillas 7–13, 3–3.5 mm de largo y 1.2–2.5 mm de ancho, glabras, arilo rojo.
Los individuos más pubescentes de Centroamérica a menudo son reconocidos como Casearia obovata. C. aculeata está estrechamente relacionada y es comúnmente confundida con Casearia guianensis (Aubl.) Urb., del sur de Costa Rica, Panamá, Sudamérica y las Antillas, que se diferencia por sus hojas generalmente más grandes (7–14 cm de largo) con nervios menos reticulados, frutos tuberculados (pero en los ejemplares de herbario son frecuentemente muy parecidos) y flor y fruto casi siempre en las axilas afilas viejas.

## Distribución y hábitat
Es común en áreas perturbadas, en las zonas pacífica y atlántica a una altitud de 0–500 m; fl y fr probablemente durante todo el año; desde México hasta Panamá, en Sudamérica hasta Paraguay y en las Antillas. 

## Taxonomía
Casearia aculeata fue descrita por Nikolaus Joseph von Jacquin y publicado en Enumeratio Systematica Plantarum, quas in insulis Caribaeis 21, en el año 1760.
Sinonimia
| - Casearia alba A.J. Richards - Casearia avellana Miq. - Casearia berberoidea Rusby - Casearia berteroana Turczaninov - Casearia boliviana Briq. - Casearia guianensis var. rafflesioides Croat - Casearia guianensi var. stjohnii (I.M. Johnst.) Croat - Casearia hassleri Briq. - Casearia hirsuta var. glabrata A. DC. - Casearia hirta Sw. - Casearia microphylla Bertero ex Turcz. - Casearia nicoyensis Donn. Sm. - Casearia oblongifolia Rusby - Casearia obtusifolia Rusby - Casearia odorata Macfadyen - Casearia platyphylla Briq. - Casearia prunifolia Tul. - Casearia ramiflora Seem. | - Casearia ramiflora var. spinosa (Willd.) Griseb. - Casearia riparia S. Moore - Casearia rufidula Triana & Planch. - Casearia spinosa Willd. - Casearia spinosa var. coriacifolia Kuntze - Casearia spinosa var. tafallana Eichler - Casearia stjohnii I.M. Johnst. - Casearia urbaniana Gand. - Chaetocrater hirtum (Sw.) Raf. - Guidonia alba (A.J. Richards) M. Gómez - Guidonia hirta (Sw.) Maza - Samyda affinis Spreng. - Samyda multiflora Cav. - Samyda pubescens Desv. ex Ham. - Samyda spinosa L. - Samyda tomentosa Sw. - Xylosma turrialbana Donn. Sm. |

## Nombres comunes
- gia blanca de Cuba, gia de Cuba, gia peluda de Cuba, guía espinosa de Cuba, jia de Cuba.[3]